# Sommaren i city
Sommaren i city är en sång skriven av Bobby Ljunggren, Håkan Almqvist och Eva Lindblad, vilken blev en framgång för svenska gruppen Angel, när de släppte den på singel 1991 samt på albumet Äventyr i natten 1992.
Låten blev också en framgång på Svensktoppen, där den låg i 12 veckor under perioden 1 september–17 november 1991, med tredjeplats som högsta placering.

## Andra inspelningar
Lollipops spelade in sången till albumet Vårat sommarlov 2001. Markus Landgren, Hannah Westin och Ida Hellberg från Fame Factory spelade in låten 2003.
Den finns också inspelad på sitar och bhangratrummor (2004).
Den internationella ungdomsensemblen Now United gjorde 2017 en engelskspråkig cover på låten med titeln Summer in the City, producerad av Redone.

## Listplaceringar
| Lista (1991) | Topplacering |
| ------------ | ------------ |
| Sverige      | 7            |